# ليزلي تشيم
ليزلي تشيم وي ينغ (من مواليد 17 مارس 1995) هي عارضة أزياء وملكة جمال ماليزية توجت بمسابقة ملكة جمال ماليزيا 2022. ستمثل ماليزيا في مسابقة ملكة جمال الكون 2022 التي أقيمت في نيو أورلينز ، لويزيانا، الولايات المتحدة.

## النشأة والتعليم
ولد تشيم ونشأ في سيانجور. تخرجت من جامعة نوتنغهام في سيمينيا، سيلانجور بدرجة البكالوريوس في الصيدلة والعلوم الصحية.

## روابط خارجية
- ليزلي تشيم على إنستغرام